# Wlastimil Hofman
Wlastimil Hofman (Praga, 27 de abril de 1881 – Szklarska Poręba, 6 de março de 1970) foi um pintor polonês, conhecido por suas obras dos períodos entreguerras e pós-guerra.